# Calcio ai Giochi della II Olimpiade
Il torneo di calcio della II Olimpiade fu il primo torneo olimpico di calcio in assoluto.

## Storia
Originariamente, era previsto che la Francia incontrasse in quattro incontri dimostrativi la Svizzera (16 settembre), il Belgio (23 settembre), la Germania (30 settembre) e il Regno Unito (7 ottobre).
Successivamente però, Svizzera e Germania disertarono la manifestazione e venne deciso un cambio di formula: al posto delle squadre nazionali sarebbero state invitate squadre sociali indicate dalle Federazioni francese, inglese e belga, di cui sarebbero state le rappresentanti.
Vennero così invitate tre squadre: Club Français (Francia), Upton Park (Regno Unito) e Racing Club de Bruxelles (Belgio). Il Racing tuttavia declinò l'invito e la Federcalcio belga mandò una selezione composta da studenti dell'Università di Bruxelles a cui si aggiungevano alcuni calciatori che militavano in varie squadre di Bruxelles, compresi due giocatori stranieri (l'olandese Henk van Heukelum e il britannico Eric Thornton, entrambi residenti a Bruxelles).
I due incontri giocati vennero considerati parte del programma olimpico ufficiale, ma come incontri separati e non come componenti un vero e proprio torneo. Il CIO assegna ufficialmente, a livello di Nazioni (e quindi di comitati olimpici), l'oro al Regno Unito, l'argento alla Francia e il bronzo al Belgio.

## Stadio
Le partite si sono svolte presso il Velodromo di Vincennes a Parigi.

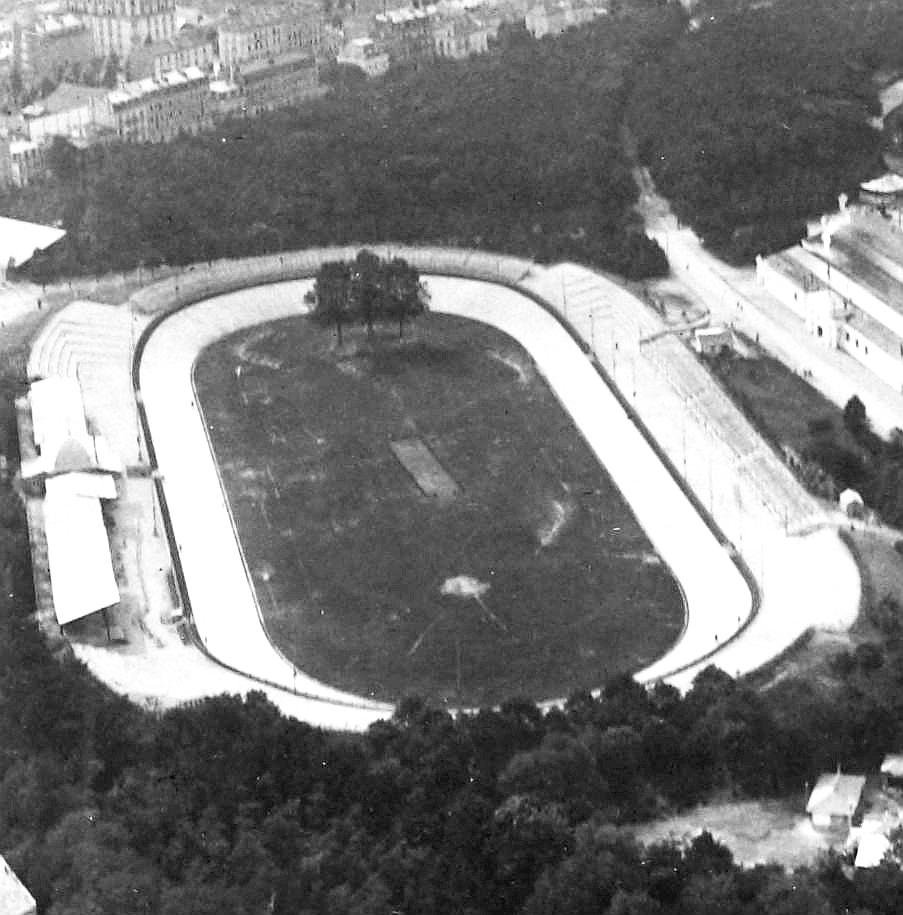
Il Vélodrome de Vincennes

## Risultati
| Arbitro: | Maignard |

|                                                                                       |            |                                                                                       |
|                                                                                       | Marcatori  | Nicholas Turner Zealley                                                               |
| Huteau Bach Allemane Gaillard Bloch Macaire Fraysse Garnier Lambert Grandjean Canelle | Formazioni | Jones Buckingham Gosling Chalk Burridge Quash Turner Spackman Nicholas Zealley Haslam |

| Arbitro: | Jack Wood |

|                                                                                                 |            | |
| Peltier Lambert ?                                                                               | Marcatori  | Spanoghe van Heukelum                                                                                  |
| Huteau Bach Allemane Gaillard Bloch Macaire Ressejac-Duparcparc Garnier Peltier Lambert Canelle | Formazioni | Leboutte Kelecom Moreau de Melen Renier Pelgrims Neefs Thornton van Heukelum Spanoghe Delbecque Londot |